# 舒维尼
舒维尼（法語：Chouvigny，法語發音：[ʃuviɲi]）是法国阿列省的一个市镇，位于该省南部，属于蒙吕松区。

## 地理
舒维尼（46°7'34"N, 2°59'27"E）面积13.41 平方千米，位于法国奥弗涅-罗讷-阿尔卑斯大区阿列省，该省份为法国中部省份，北起涅夫勒省、西北接谢尔省，西南至克勒兹省，南至多姆山省，东南临卢瓦尔省，东临索恩-卢瓦尔省。
与舒维尼接壤的市镇（或旧市镇、城区）包括：埃布勒伊、拉利佐勒、纳德、锡乌勒河畔圣加勒、锡乌勒河畔圣坎坦、塞尔旺。

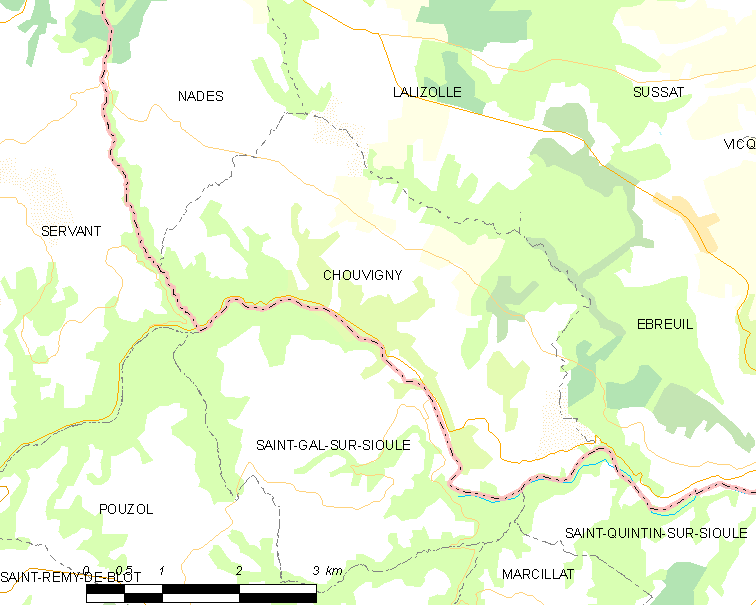
舒维尼的OSM定位图

舒维尼的时区为UTC+01:00、UTC+02:00（夏令时）。

## 行政
舒维尼的邮政编码为03450，INSEE市镇编码为03078。

## 政治
舒维尼所属的省级选区为加纳县。

## 人口

1962-2008年间舒维尼人口变化图示

舒维尼于2022年1月1日时的人口数量为230人。